# Затикян, Вараздат Мясникович
Вараздат Мясникович Затикян (з.-арм. Վարազդատ Զատիկեան, в совр. орф. Վարազդատ Զատիկյան, 10 апреля 1959, село Ломатурцх, Ахалкалакский район, Грузинская ССР) — бывший депутат парламента Армении, младший брат Вагана Затикяна.
- 2000 — окончил Ереванский институт «Айбусак». Экономист.
- 1979—1981 — служил в армии.
- 1981—1982 — работал на Ереванском шёлковом комбинате электриком-слесарем.
- 1982—1983 — рабочий в Ереванской библиотеке.
- 1983—1986 — работал в производственном объединении «Ануш» бригадиром, слесарем, складчиком, электриком-ремонтчиком.
- 1986—1987 — работал в цветной типографии.
- 1988—1990 — рабочий в консперативе «Анаит».
- 1990—2000 — начальник производства в производственном объединении «Ануш».
- 21 мая 2000 — избран депутатом парламента. Член постоянной комиссии по государственно-правовым вопросам. Член «РПА».